# AACTA-díj a legjobb rendezőnek
A legjobb rendezőnek járó AACTA-díjat az Ausztrál Film- és Televíziós Művészeti Akadémia (AACTA) nevű nonprofit szervezet adja át, melynek célja „felismerni, megjutalmazni, támogatni és ünnepelni Ausztrália legnagyszerűbb eredményeit filmen és televízióban”. A díjat az évente megtartott AACTA-díjátadón osztják ki.
1969 és 2010 között az Australian Film Institute (AFI), az Akadémia anyaszervezete adott át évente díjakat a kategóriában, AFI-díj néven. Amikor az AFI 2011-ben megalapította az Akadémiát, a legjobb rendezőket kitüntető kategória is AACTA-díj elnevezéssel futott tovább.
Bruce Beresford, Rolf de Heer, Ray Lawrence, Baz Luhrmann, George Miller, Fred Schepisi, Peter Weir és Jennifer Kent két-két alkalommal vehetett át díjat. Paul Cox rekordmennyiségű, hét jelölést szerzett, de egy alkalommal bizonyult a legjobbnak.

## Győztesek és jelöltek
Győztes rendező

### AFI-díj

#### 1970-es évek
| Év             | Rendező                  | Rendező                        | Magyar cím             | Eredeti cím                             |
| -------------- | ------------------------ | ------------------------------ | ---------------------- | --------------------------------------- |
| 1971           | Peter Weir               | Peter Weir                     |                        | Homesdale                               |
| 1972           | Tim Burstall             | Tim Burstall                   |                        | Stork                                   |
| 1973           | Eric Porter              | Eric Porter                    | A nagy Vörös Sárkány   | Marco Polo Junior Versus the Red Dragon |
| 1974–1975      | John Power               | John Power                     |                        | Billy and Percy                         |
| 1976           |                          |                                |                        |                                         |
|                | Fred Schepisi            | A gonosz melegágya             | The Devil's Playground |                                         |
| Tim Burstall   |                          | End Play                       |                        |                                         |
| Bert Deling    |                          | Pure S                         |                        |                                         |
| Peter Weir     | Piknik a Függő sziklánál | Picnic at Hanging Rock         |                        |                                         |
| 1977           |                          |                                |                        |                                         |
|                | Bruce Beresford          |                                | Don's Party            |                                         |
| Chris Löfvén   |                          | Oz                             |                        |                                         |
| Philippe Mora  |                          | Mad Dog Morgan                 |                        |                                         |
| Henri Safran   | A vihar fia              | Storm Boy                      |                        |                                         |
| 1978           |                          |                                |                        |                                         |
|                | Phillip Noyce            |                                | Newsfront              |                                         |
| John Duigan    |                          | Mouth to Mouth                 |                        |                                         |
| Fred Schepisi  | Jimmie Blacksmith dala   | The Chant of Jimmie Blacksmith |                        |                                         |
| Peter Weir     | Utánam a vízözön         | The Last Wave                  |                        |                                         |
| 1979           |                          |                                |                        |                                         |
|                | Gillian Armstrong        | Ragyogó karrierem              | My Brilliant Career    |                                         |
| Donald Crombie |                          | Cathy's Child                  |                        |                                         |
| George Miller  | Mad Max                  | Mad Max                        |                        |                                         |
| Esben Storm    |                          | In Search of Anna              |                        |                                         |

#### 1980-as évek
| Év                               | Rendező                 | Rendező                               | Magyar cím                        | Eredeti cím |
| -------------------------------- | ----------------------- | ------------------------------------- | --------------------------------- | ----------- |
| 1980                             |                         |                                       |                                   |             |
|                                  | Bruce Beresford         | Betörő Morant                         | Breaker Morant                    |             |
| John Honey                       |                         | Manganinnie                           |                                   |             |
| Stephen Wallace                  |                         | Stir                                  |                                   |             |
| Simon Wincer                     |                         | Harlequin                             |                                   |             |
| 1981                             |                         |                                       |                                   |             |
|                                  | Peter Weir              | Gallipoli                             | Gallipoli                         |             |
| Bruce Beresford                  |                         | The Club                              |                                   |             |
| John Duigan                      |                         | Winter of Our Dreams                  |                                   |             |
| Claude Whatham                   | Börtönvakság            | Hoodwink                              |                                   |             |
| 1982                             |                         |                                       |                                   |             |
|                                  | George Miller           | Mad Max 2.                            | Mad Max 2                         |             |
| Paul Cox                         |                         | Lonely Hearts                         |                                   |             |
| Michael Pattinson                |                         | Moving Out                            |                                   |             |
| Carl Schultz                     |                         | Goodbye Paradise                      |                                   |             |
| 1983                             |                         |                                       |                                   |             |
|                                  | Carl Schultz            | A szeretet hálójában                  | Careful, He Might Hear You        |             |
| Paul Cox                         | A virággyűjtő           | Man of Flowers                        |                                   |             |
| Peter Weir                       | A veszélyes élet éve    | The Year of Living Dangerously        |                                   |             |
| Simon Wincer                     | Vágta                   | Phar Lap                              |                                   |             |
| 1984                             |                         |                                       |                                   |             |
|                                  | Paul Cox                | Első feleségem                        | My First Wife                     |             |
| Gil Brealey                      | A szeretet próbája      | Annie's Coming Out                    |                                   |             |
| Ken Cameron                      |                         | Fast Talking                          |                                   |             |
| Sophia Turkiewicz                |                         | Silver City                           |                                   |             |
| 1985                             |                         |                                       |                                   |             |
|                                  | Ray Lawrence            |                                       | Bliss                             |             |
| Bill Bennett                     | A halálraítéltek utcája | A Street to Die                       |                                   |             |
| Bob Ellis                        |                         | Unfinished Business                   |                                   |             |
| Glenda Hambly                    |                         | Fran                                  |                                   |             |
| 1986                             |                         |                                       |                                   |             |
|                                  | Nadia Tass              |                                       | Malcolm                           |             |
| Bruce Beresford                  | A nyomor rabjai         | The Fringe Dwellers                   |                                   |             |
| Paul Cox                         | Kaktusz                 | Cactus                                |                                   |             |
| George Ogilvie                   |                         | Short Changed                         |                                   |             |
| 1987                             |                         |                                       |                                   |             |
|                                  | John Duigan             |                                       | The Year My Voice Broke           |             |
| Gillian Armstrong                | Dagály                  | High Tide                             |                                   |             |
| Bruce Myles és Michael Pattinson | Zérópont                | Ground Zero                           |                                   |             |
| Roger Scholes                    |                         | The Tale of Ruby Rose                 |                                   |             |
| 1988                             |                         |                                       |                                   |             |
|                                  | Vincent Ward            | A navigátor – Egy középkori Odüsszeia | The Navigator: A Medieval Odyssey |             |
| Pino Amenta                      |                         | Boulevard of Broken Dreams            |                                   |             |
| Craig Lahiff                     |                         | Fever                                 |                                   |             |
| Don McLennan                     | Mull                    |                                       |                                   |             |
| 1989                             |                         |                                       |                                   |             |
|                                  | Fred Schepisi           | Sikoly a sötétben                     | Evil Angels                       |             |
| Paul Cox                         | A sziget                | Island                                |                                   |             |
| Ben Lewin                        |                         | Georgia                               |                                   |             |
| Phillip Noyce                    | Halálos nyugalom        | Dead Calm                             |                                   |             |

#### 1990-es évek
| Év                 | Rendező                                      | Rendező                                          | Magyar cím        | Eredeti cím |
| ------------------ | -------------------------------------------- | ------------------------------------------------ | ----------------- | ----------- |
| 1990               |                                              |                                                  |                   |             |
|                    | Ray Argall                                   |                                                  | Return Home       |             |
| Paul Cox           |                                              | Golden Braid                                     |                   |             |
| Jerzy Domaradzki   |                                              | Struck by Lightning                              |                   |             |
| Stephen Wallace    | A véreskü                                    | Blood Oath                                       |                   |             |
| 1991               |                                              |                                                  |                   |             |
|                    | Jocelyn Moorhouse                            | Bizonyíték                                       | Proof             |             |
| Rolf de Heer       |                                              | Dingo                                            |                   |             |
| Jackie McKimmie    |                                              | Waiting                                          |                   |             |
| John Ruane         | Egy hulla hálójában                          | Death in Brunswick                               |                   |             |
| 1992               |                                              |                                                  |                   |             |
|                    | Baz Luhrmann                                 | Kötelező táncok                                  | Strictly Ballroom |             |
| Gillian Armstrong  |                                              | The Last Days of Chez Nous                       |                   |             |
| Bruce Beresford    | Fekete köpeny                                | Black Robe                                       |                   |             |
| Geoffrey Wright    | Romper Stomper                               | Romper Stomper                                   |                   |             |
| 1993               |                                              |                                                  |                   |             |
|                    | Jane Campion                                 | Zongoralecke                                     | The Piano         |             |
| Michael Jenkins    | Szívtipró kölyök                             | The Heartbreak Kid                               |                   |             |
| Vincent Ward       | Az emberi szív térképe                       | Map of the Human Heart                           |                   |             |
| James Ricketson    |                                              | Blackfellas                                      |                   |             |
| 1994               |                                              |                                                  |                   |             |
|                    | Rolf de Heer                                 | Rosszcsont Bubby                                 | Bad Boy Bubby     |             |
| Stephan Elliott    | Priscilla, a sivatag királynőjének kalandjai | The Adventures of Priscilla, Queen of the Desert |                   |             |
| P. J. Hogan        | Muriel esküvője                              | Muriel's Wedding                                 |                   |             |
| Alkinos Tsilimidos |                                              | Everynight ... Everynight                        |                   |             |
| 1995               |                                              |                                                  |                   |             |
|                    | Michael Rymer                                | Angel Baby                                       | Angel Baby        |             |
| Richard Franklin   |                                              | Hotel Sorrento                                   |                   |             |
| Margot Nash        |                                              | Vacant Possession                                |                   |             |
| John Ruane         |                                              | That Eye, the Sky                                |                   |             |
| 1996               |                                              |                                                  |                   |             |
|                    | Scott Hicks                                  | Ragyogj!                                         | Shine             |             |
| Paul Cox           |                                              | Lust and Revenge                                 |                   |             |
| Peter Duncan       | A forradalom gyermekei                       | Children of the Revolution                       |                   |             |
| Clara Law          |                                              | Floating Life                                    |                   |             |
| 1997               |                                              |                                                  |                   |             |
|                    | Bill Bennett                                 | Csók vagy halál                                  | Kiss or Kill      |             |
| David Caesar       | Raboljunk bankot!                            | Idiot Box                                        |                   |             |
| Chris Kennedy      |                                              | Doing Time for Patsy Cline                       |                   |             |
| Samantha Lang      |                                              | The Well                                         |                   |             |
| 1998               |                                              |                                                  |                   |             |
|                    | Rowan Woods                                  |                                                  | The Boys          |             |
| Ana Kokkinos       | Fejest ugorva                                | Head On                                          |                   |             |
| Craig Monahan      | Interjú                                      | The Interview                                    |                   |             |
| Rachel Perkins     |                                              | Radiance                                         |                   |             |
| 1999               |                                              |                                                  |                   |             |
|                    | Gregor Jordan                                | Kéz és ököl                                      | Two Hands         |             |
| Christina Andreef  |                                              | Soft Fruit                                       |                   |             |
| Bill Bennett       | Az egzotikus sziget                          | In a Savage Land                                 |                   |             |
| John Curran        |                                              | Praise                                           |                   |             |

#### 2000-es évek
| Év                 | Rendező                         | Rendező               | Magyar cím            | Eredeti cím | Ref. |
| ------------------ | ------------------------------- | --------------------- | --------------------- | ----------- | ---- |
| 2000               |                                 |                       |                       |             |      |
|                    | Andrew Dominik                  | Chopper – A kegyetlen | Chopper               | [ 2 ]       |      |
| Pip Karmel         | Én meg én és újra én!           | Me Myself I           |                       | [ 2 ]       |      |
| Jonathan Teplitzky | A szexnél is jobb               | Better Than Sex       |                       | [ 2 ]       |      |
| Kate Woods         | Nem ér a nevem                  | Looking for Alibrandi |                       | [ 2 ]       |      |
| 2001               |                                 |                       |                       |             |      |
|                    | Ray Lawrence                    | Lantana – Szövevény   | Lantana               | [ 3 ]       |      |
| David Caesar       | Sneci                           | Mullet                |                       | [ 3 ]       |      |
| Robert Connolly    | A bank                          | The Bank              |                       | [ 3 ]       |      |
| Baz Luhrmann       | Moulin Rouge!                   | Moulin Rouge!         |                       | [ 3 ]       |      |
| 2002               |                                 |                       |                       |             |      |
|                    | Ivan Sen                        | Felhők mögött         | Beneath Clouds        | [ 4 ]       |      |
| Tony Ayres         | A halál arca                    | Walking on Water      |                       | [ 4 ]       |      |
| Rolf de Heer       | Nyomkövető                      | The Tracker           |                       | [ 4 ]       |      |
| Phillip Noyce      | 1200 mérföld hazáig             | Rabbit-Proof Fence    |                       | [ 4 ]       |      |
| 2003               |                                 |                       |                       |             |      |
|                    | Sue Brooks                      | A japán szerető       | Japanese Story        | [ 5 ]       |      |
| Gregor Jordan      | Ned Kelly – A törvényen kívüli  | Ned Kelly             |                       | [ 5 ]       |      |
| Paul Moloney       | Vedd lazán az életet!           | Crackerjack           |                       | [ 5 ]       |      |
| Jonathan Teplitzky | Egyenesbe jövünk                | Gettin' Square        |                       | [ 5 ]       |      |
| 2004               |                                 |                       |                       |             |      |
|                    | Cate Shortland                  | Cigánykerék           | Somersault            | [ 6 ]       |      |
| Khoa Do            |                                 | The Finished People   |                       | [ 6 ]       |      |
| Jan Sardi          | Hamis szerelem                  | Love's Brother        |                       | [ 6 ]       |      |
| Alkinos Tsilimidos |                                 | Tom White             |                       | [ 6 ]       |      |
| 2005               |                                 |                       |                       |             |      |
|                    | Sarah Watt                      | Jobbra is, balra is   | Look Both Ways        | [ 7 ]       |      |
| John Hillcoat      | Az ajánlat                      | The Proposition       |                       | [ 7 ]       |      |
| Greg McLean        | Wolf Creek – A haláltúra        | Wolf Creek            |                       | [ 7 ]       |      |
| Rowan Woods        | Kis hal                         | Little Fish           |                       | [ 7 ]       |      |
| 2006               |                                 |                       |                       |             |      |
|                    | Peter Djigirr és Rolf de Heer   | Tíz kenu              | Ten Canoes            | [ 8 ]       |      |
| Paul Goldman       |                                 | Suburban Mayhem       |                       | [ 8 ]       |      |
| Clayton Jacobson   |                                 | Kenny                 |                       | [ 8 ]       |      |
| Ray Lawrence       | Vízbe fojtott bűnök – Jindabyne | Jindabyne             |                       | [ 8 ]       |      |
| 2007               |                                 |                       |                       |             |      |
|                    | Tony Ayres                      |                       | The Home Song Stories | [ 9 ]       |      |
| Cherie Nowlan      |                                 | Clubland              |                       | [ 9 ]       |      |
| Richard Roxburgh   | Romulus, az apám                | Romulus, My Father    |                       | [ 9 ]       |      |
| Matthew Saville    |                                 | Noise                 |                       | [ 9 ]       |      |
| 2008               |                                 |                       |                       |             |      |
|                    | Elissa Down                     | A fekete léggömb      | The Black Balloon     | [ 10 ]      |      |
| Peter Duncan       | Játssz velem!                   | Unfinished Sky        |                       | [ 10 ]      |      |
| Nash Edgerton      |                                 | The Square            |                       | [ 10 ]      |      |
| Dee McLachlan      |                                 | The Jammed            |                       | [ 10 ]      |      |
| 2009               |                                 |                       |                       |             |      |
|                    | Warwick Thornton                |                       | Samson and Delilah    | [ 11 ]      |      |
| Bruce Beresford    |                                 | Mao's Last Dancer     |                       | [ 11 ]      |      |
| Robert Connolly    |                                 | Balibo                |                       | [ 11 ]      |      |
| Rachel Ward        | Gyönyörű Kate                   | Beautiful Kate        |                       | [ 11 ]      |      |

#### 2010-es évek
| Év                | Rendező        | Rendező                               | Magyar cím     | Eredeti cím | Ref. |
| ----------------- | -------------- | ------------------------------------- | -------------- | ----------- | ---- |
| 2010              |                |                                       |                |             |      |
|                   | David Michôd   | Animal Kingdom – A rettegés birodalma | Animal Kingdom | [ 12 ]      |      |
| Julie Bertuccelli | A fa           | The Tree                              |                | [ 12 ]      |      |
| Jane Campion      | Fényes csillag | Bright Star                           |                | [ 12 ]      |      |
| Jeremy Sims       |                | Beneath Hill 60                       |                | [ 12 ]      |      |

### AACTA-díj

#### 2010-es évek
| Év                            | Rendező                          | Rendező                  | Magyar cím         | Eredeti cím | Ref. |
| ----------------------------- | -------------------------------- | ------------------------ | ------------------ | ----------- | ---- |
| 2011 (1. gála)                |                                  |                          |                    |             |      |
|                               | Justin Kurzel                    | A snowtowni gyilkosságok | Snowtown           | [ 13 ]      |      |
| Daniel Nettheim               | A vadász                         | The Hunter               |                    | [ 13 ]      |      |
| Fred Schepisi                 | Derült égbolt viharfelhők között | The Eye of the Storm     |                    | [ 13 ]      |      |
| Kriv Stenders                 | Vörös kutya                      | Red Dog                  |                    | [ 13 ]      |      |
| 2012 (2. gála)                |                                  |                          |                    |             |      |
|                               | Wayne Blair                      |                          | The Sapphires      | [ 14 ]      |      |
| Kieran Darcy-Smith            |                                  | Wish You Were Here       |                    | [ 14 ]      |      |
| Cate Shortland                |                                  | Lore                     |                    | [ 14 ]      |      |
| Jonathan Teplitzky            |                                  | Burning Man              |                    | [ 14 ]      |      |
| 2013 (3. gála)                |                                  |                          |                    |             |      |
|                               | Baz Luhrmann                     | A nagy Gatsby            | The Great Gatsby   | [ 15 ]      |      |
| Kim Mordaunt                  |                                  | The Rocket               |                    | [ 15 ]      |      |
| Ivan Sen                      |                                  | Mystery Road             |                    | [ 15 ]      |      |
| több rendező                  |                                  | The Turning              |                    | [ 15 ]      |      |
| 2014 (4. gála)                |                                  |                          |                    |             |      |
|                               | Jennifer Kent                    | A Babadook               | The Babadook       | [ 16 ]      |      |
| Rolf de Heer                  | Az őslakos                       | Charlie's Country        |                    | [ 16 ]      |      |
| David Michôd                  | Országúti bosszú                 | The Rover]               |                    | [ 16 ]      |      |
| The Spierig Brothers          | Időhurok                         | Predestination           |                    | [ 16 ]      |      |
| 2015 (5. gála)                |                                  |                          |                    |             |      |
|                               | George Miller                    | Mad Max – A harag útja   | Mad Max: Fury Road | [ 17 ]      |      |
| Neil Armfield                 |                                  | Holding the Man          |                    | [ 17 ]      |      |
| Jocelyn Moorhouse             | A ruhakészítő                    | The Dressmaker           |                    | [ 17 ]      |      |
| Jeremy Sims                   | Az utolsó taxi Darwinba          | Last Cab to Darwin       |                    | [ 17 ]      |      |
| 2016 (6. gála)                |                                  |                          |                    |             |      |
|                               | Mel Gibson                       | A fegyvertelen katona    | Hacksaw Ridge      | [ 18 ]      |      |
| Martin Butler és Bentley Dean |                                  | Tanna                    |                    | [ 18 ]      |      |
| Rosemary Myers                | Az alvó lány                     | Girl Asleep              |                    | [ 18 ]      |      |
| Ivan Sen                      |                                  | Goldstone                |                    | [ 18 ]      |      |
| 2017 (7. gála)                |                                  |                          |                    |             |      |
|                               | Garth Davis                      | Oroszlán                 | Lion               | [ 19 ]      |      |
| Cate Shortland                | Berlin-szindróma                 | Berlin Syndrome          |                    | [ 19 ]      |      |
| Jeffrey Walker                |                                  | Ali's Wedding            |                    | [ 19 ]      |      |
| Ben Young                     | Farkasnász                       | Hounds of Love           |                    | [ 19 ]      |      |
| 2018 (8. gála)                |                                  |                          |                    |             |      |
|                               | Warwick Thornton                 | Veszett vidék            | Sweet Country      | [ 20 ]      |      |
| Joel Edgerton                 | Eltörölt fiú                     | Boy Erased               |                    | [ 20 ]      |      |
| Simon Baker                   |                                  | Breath                   |                    | [ 20 ]      |      |
| Bruce Beresford               | Hölgyek feketében                | Ladies in Black          |                    | [ 20 ]      |      |
| 2019 (9. gála)                |                                  |                          |                    |             |      |
|                               | Jennifer Kent                    | Sebzett csalogány        | The Nightingale    | [ 21 ]      |      |
| Mirrah Foulkes                |                                  | Judy and Punch           |                    | [ 21 ]      |      |
| Anthony Maras                 | Hotel Mumbai                     | Hotel Mumbai             |                    | [ 21 ]      |      |
| David Michôd                  | V. Henrik                        | The King                 |                    | [ 21 ]      |      |

#### 2020-as évek
| 2020 (10. gála)             |                              |                                                |                      |                      |                      |                      |                      |
|                             | Shannon Murphy               | Amíg tart a nyár                               | Babyteeth            | [ 22 ]               |                      |                      |                      |
| John Sheedy                 | B mint boldogság             | H Is for Happiness                             |                      | [ 22 ]               |                      |                      |                      |
| Leigh Whannell              | A láthatatlan ember          | The Invisible Man                              |                      | [ 22 ]               |                      |                      |                      |
| Natalie Erika James         | Relikvia                     | Relic                                          |                      | [ 22 ]               |                      |                      |                      |
| Justin Kurzel               | A Kelly banda igaz története | True History of the Kelly Gang                 |                      | [ 22 ]               |                      |                      |                      |
| 2021 (11. gála)             |                              |                                                |                      |                      |                      |                      |                      |
|                             | Justin Kurzel                | Nitram                                         | Nitram               | [ 23 ]               |                      |                      |                      |
| Robert Connolly             | Aszály                       | The Dry                                        |                      | [ 23 ]               |                      |                      |                      |
| Glendin Ivin                |                              | Penguin Bloom                                  |                      | [ 23 ]               |                      |                      |                      |
| Roderick MacKay             |                              | The Furnace                                    |                      | [ 23 ]               |                      |                      |                      |
| Stephen Maxwell Johnson     |                              | High Ground                                    |                      | [ 23 ]               |                      |                      |                      |
| 2022 (12. gála)             |                              |                                                |                      |                      |                      |                      |                      |
|                             | Baz Luhrmann                 | Elvis                                          | Elvis                | [ 24 ]               |                      |                      |                      |
| Hannah Barlow és Kane Senes |                              | Sissy                                          |                      | [ 24 ]               |                      |                      |                      |
| Leah Purcell                |                              | The Drover's Wife: The Legend of Molly Johnson |                      | [ 24 ]               |                      |                      |                      |
| Thomas M. Wright            | Idegenek egymás között       | The Stranger                                   |                      | [ 24 ]               |                      |                      |                      |
| George Miller               | Háromezer év vágyakozás      | Three Thousand Years of Longing                |                      | [ 24 ]               |                      |                      |                      |
| 2023                        | Nem adták át a díjat         | Nem adták át a díjat                           | Nem adták át a díjat | Nem adták át a díjat | Nem adták át a díjat | Nem adták át a díjat | Nem adták át a díjat |
| 2024 (13. gála)             |                              |                                                |                      |                      |                      |                      |                      |
|                             | Danny és Michael Philippou   | Beszélj hozzám!                                | Talk to Me           | [ 25 ]               |                      |                      |                      |
| Jub Clerc                   |                              | Sweet As                                       |                      | [ 25 ]               |                      |                      |                      |
| Kitty Green                 |                              | The Royal Hotel                                |                      | [ 25 ]               |                      |                      |                      |
| Noora Niasari               |                              | Shayda                                         |                      | [ 25 ]               |                      |                      |                      |
| Goran Stolevski             |                              | Of an Age                                      |                      | [ 25 ]               |                      |                      |                      |
| Warwick Thornton            |                              | The New Boy                                    |                      | [ 25 ]               |                      |                      |                      |

## Fordítás
- Ez a szócikk részben vagy egészben  az   AACTA Award for Best Direction című angol Wikipédia-szócikk ezen változatának fordításán alapul.  Az eredeti cikk szerkesztőit annak laptörténete sorolja fel. Ez a jelzés csupán a megfogalmazás eredetét és a szerzői jogokat jelzi, nem szolgál a cikkben szereplő információk forrásmegjelöléseként.